# الهندباء

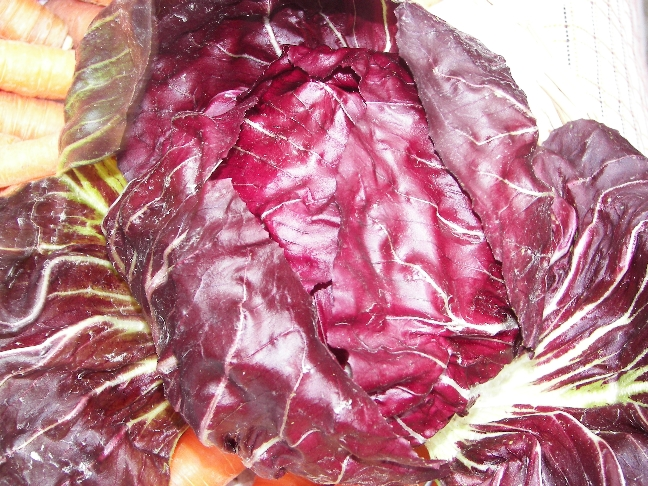
الهندباء (Radicchio)

الهندباء (Radicchio) (تنطق ra-dee-kee-o) هي ورقة هندباء برية ، من فصيلة النجمية (Asteraceae)، وتُعرف في بعض الأحيان باسم الهندباء الحمراء الإيطالية وهي نبات معمر. وينمو مثل خضار ورقية التي تحتوي على أوراق حمراء ذات عروق بيضاء. تحتوي على مرارة وذو طعم حار يلين عند شيه أو تحميصه.

## معلومات تاريخية
استخدم الإنسان الهندباء منذ فجر التاريخ. كتب بلينيوس الأكبر (Pliny the Elder) في ناتشوراليست هيستوريا (Naturalis Historia)، يمتدح خواصها الطبية؛ حيث صرح بأن لها فائدة كبيرة كمطهر للدم وتساعد في مقاومة الأرق. في واقع الأمر، تحتوي الهندباء على الإينتيبين (intybin)، عقار مسكن/مسكن، إضافة إلى أحد أنواع الفلافونويد (flavonoid) يسمى الأنثوسيانين (anthocyanin)المستخدم في صنع الخلية الشمسية الصبغية.
بدأت زراعته حديثًا في القرن الخامس عشر في مناطق فينيتو (Veneto) ومقاطعة ترينتو (Trentino)، في إيطاليا ولكن استخدمت في زراعة الهندباء القاتمة الحمرة الموجودة هذه الأيام تقنيات الهندسة الزراعية في عام 1860 عن طريق المهندس الزراعي البلجيكي فرانشيسكو فان دين بوري (Francesco Van den Borre) الذي استخدم تقنية تسمى التبيض (التبيض)، السلق،أو السلق للحصول على الحمرة القاتمة والأوراق ذات العروق الحمراء. تؤخذ الهندباء من الأرض وتوضع في المياه في الظلام الحالك، مع وجود نسبة ضوء ضئيلة وضمان منع إنتاج اليخضور المسبب لفقدان النباتات للخضاب الأخضر.

## أصناف الهندباء

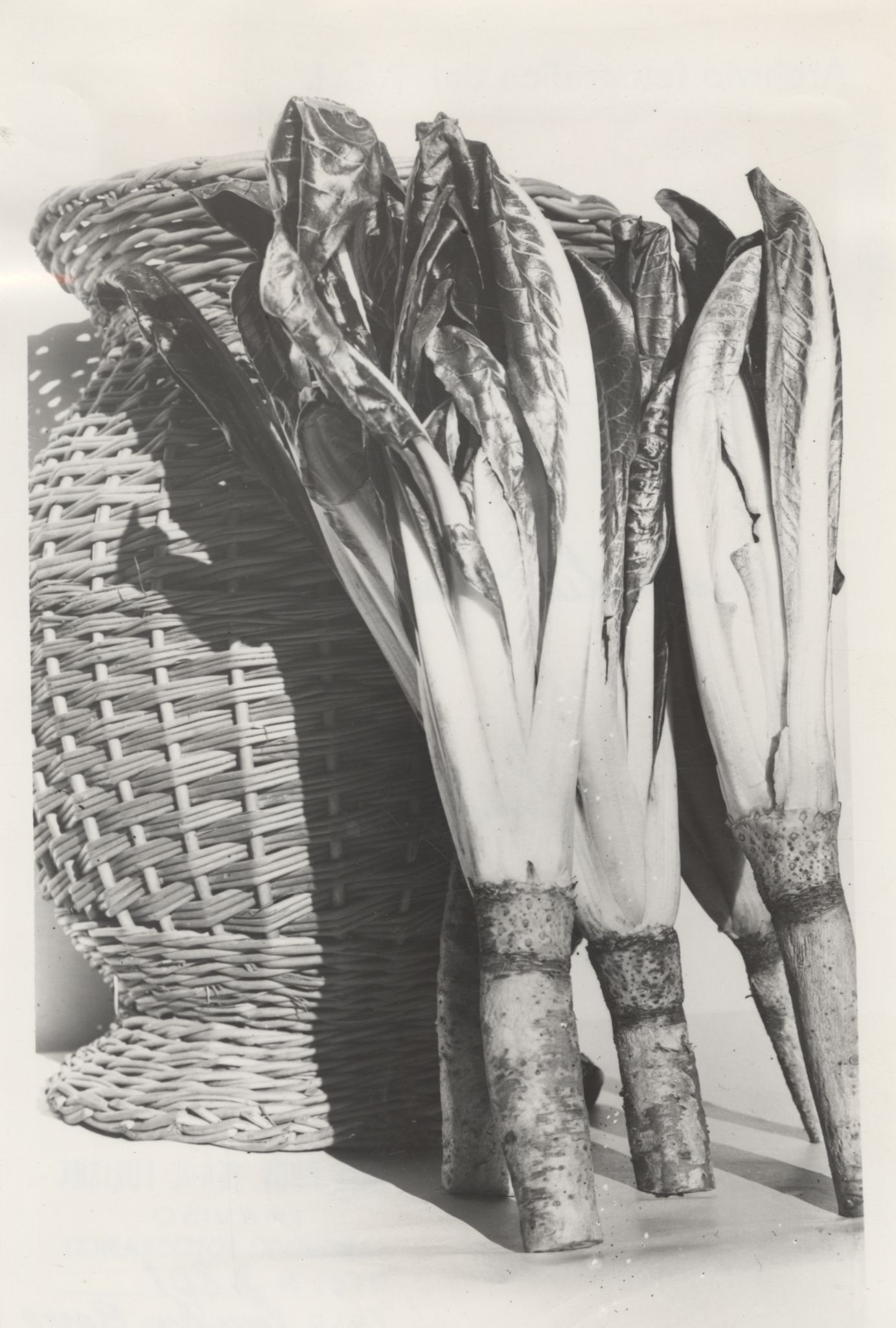
هندباء حمراء من تريفيزو

تُطلق الهندباء على أسماء الأقاليم الإيطالية حيث نشأة هذه النباتات: تعرف التشكيلة الأكثر انتشارًا في الولايات المتحدة باسمكيودجا (Chioggia)، حيث تكون كستنائية ومستديرة وفي نفس حجم الجريب فروت. في بعض الأحيان ولكن بطريقة أقل شيوعًا تكون الهندباء دي تريفيزو (Treviso)، التي تشبه الهندباء الهندية الكبيرة (Belgian endive).
تشمل الأنواع الأخرى تراديفو (Tardivo)، والهندباء البيضاء اللون دي كاستيلفرانكو (Castelfranco Veneto)، وتشبه الزهور وتتوافر فقط في أشهر الشتاء، بالإضافة إلى الجوريزيا (Gorizia) (التي تُعرف أيضًا ب"الهندباء السكر")، تريست (Trieste) (شقراء) ويتلوف/بروكسل (Witloof/Bruxelles) (يعرف أيضًا بالخس البلجيكي). يزعم مزارعو الهندباء في فينيتو أنها تحتوي على وضع جغرافي محمي ينطبق على أسماء أنواع الهندباء نفسها، بما في ذلك تراديفو.

## استخدامها بغرض الطهي
في إيطاليا، حيث تكتسب الخضروات شعبية كبيرة، عادة ما تؤكل مشوية أو بزيت الزيتون، أو مخلوطة في أطباق مثل الريستو: في الولايات المتحدة تكتسب شعبية كبيرة ولكنها تؤكل نيئة في السلطة. كما هو الحال مع جميع أنواع الهندباء الهندية، إذا نمت بطريقة صحيحة يمكن استخدام جذورها كخليط مع القهوة. يمكن تقديمها مع المكرونة وفي الفطائر وعلى حشو الدجاج أو كجزء من تابيناد (tapenade).

## الاستخدام والتسمية
وفقًا للتقاليد الشعبية، قد يدمر استخدام الهندباء كبديل للقهوة الأنسجة الشبكية للإنسان، إذ تتسبب في تعتيم الرؤية مع مرور الوقت بجانب الآثار البعيدة المدى الأخرى. تحتوي المؤلفات العلمية الحديثة على القليل من المعلومات أو المعلومات غير الموثقة بدلائل لإثبات هذه الإدعاءات أو لتفنيدها. تحتوي جذور الهندباء على زيوت عطرية موجودة في نباتات حشيشةالدود من ذات الجنس والتي تحتوي على حشيشة الشفاء، التي لها دور فعال في القضاء على الديدان المعوية. تحتوي جميع أجزاء النبات على هذه الزيوت العطرية، إضافة إلى نسبة كبيرة من المكونات السامة الموجودة في جذر النبات.
تشتهر الهندباء بوجود المواد السامة في الطفيليات الداخلية. تشير الدراسات إلى أن تناول حيوانات المزارع للهندباء يتسبب في الحد من مخاطر الديدان، مما دفع المزارعين لاستخدامها على نطاق واسع كمكمل للعلف. لا يوجد سوى عدد قليل من الشركات الكبرى العاملة في مجال البحث والتطوير وإنتاج أصناف الهندباء وأنواعها. ويقع معظمها في نيوزيلندا.

## الزراعة

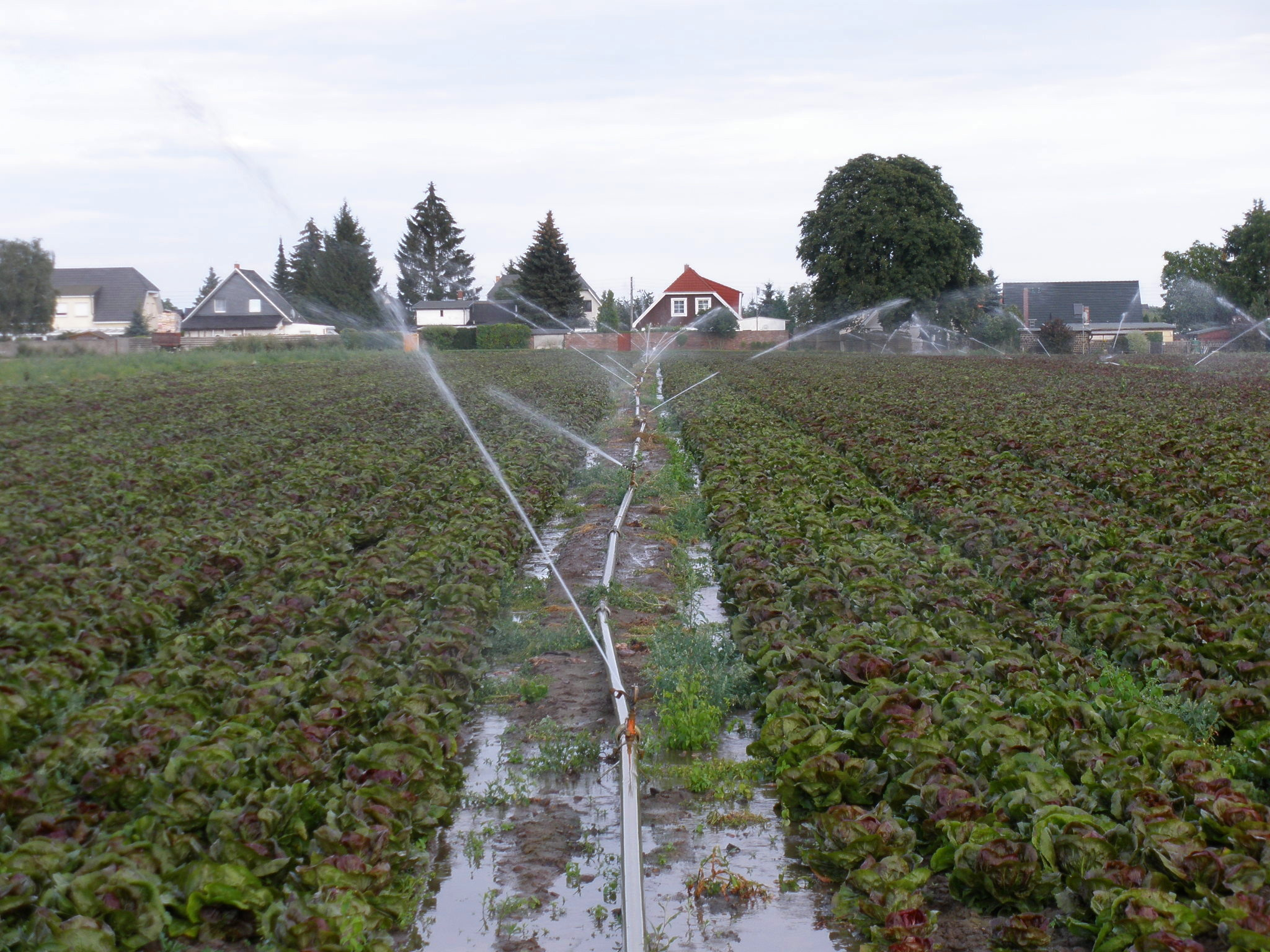
حقل الهندباء

تنمو الهندباء بسهولة ولكنها تنشط بطريقة أفضل في فصل الربيع (يو إس دي أيه (USDA) المنطقة 8 فما أعلى) وفي فصل الخريف في الحدائق (الموجودة في كل مكان). من المفضل ريها بطريقة مستمرة، ولا يفضل غمرها بالمياه، وتختلف كمية المياه حسب نوع التربة. يؤدي عدم متابعتها بالمياه إلى وجود طعم مر في أوراقها. إضافة إلى ذلك، بالنسبة لمحاصيل الخريف، تتغير نكهتها في الغالب مع بداية الطقس البارد (الأكثر برودة والأنضج)، الذي يساعد أيضًا في عملية الاحمرار أعلى الأوراق وفي الأنواع التقليدية. ظهرت أنواع جديدة، أنواع مختلفة الأوراق، أقل في درجة الطعم من الأنواع التقليدية الناضجة في فصول الصقيع والجليد (على سبيل المثال، اليوت (Alouette)) تنضج الهندباء في ثلاثة أشهر تقريبًا. إضافة إلى ذلك، يمكن زراعتها في المملكة المتحدة أو أوروبا الشرقية في فصل الشتاء، وتتجدد الرأس مرة أخرى إذا قطعت بعناية من فوق سطح الأرض، وما دام النبات محصنًا ضد الصقيع الشديد. يمكن استخدام غطاء خفيف، على سبيل المثال، وعاء مقلوب، خلال مراحل النمو الأخير لإنتاج الأوراق ومع بداية تباين الألوان الأكثر وضوحًا، كل ذلك مع الحماية ضد الصقيع والرياح الباردة. بطريقة تقليدية في المملكة المتحدة، تُرمى القطعية الأولى من رؤوس الهندباء بعيدًا، وتستخدم الأجزاء الرقيقة والقوية والقطعية الثانية في الطعام. إضافة إلى ذلك، تسمح الأنواع المطورة من الهندباء، على سبيل المثال، روزو دي فيرونا (Rosso di Verona) والأنواع المزروعة في الشتاء المعتدل لآلة التعشيب لحصاد ثنائي أو أكثر من المحاصيل في الزراعة الواحدة. إذا اقتطعت الرأس كلها، أو من فوق الجذر، أو جزءًا صغيرًا منها، فستنمو رأس جديدة بدلًا منها، خاصة إذا تم حفظها ولو بدرجة صغيرة ضد الصقيع. يمكن تكرير تلك العملية عدة مرات.

## وصلات خارجية
- [<a href="http://www.gourmetsleuth.com/images/radicchio.gif">http://www.gourmetsleuth.com/images/radicchio.gif</a> Radicchio image at gourmetsleuth.com]
- [<a href="http://www.foodnetwork.com/food/recipes/recipe/0,,FOOD_9936_2637,00.html">http://www.foodnetwork.com/food/recipes/recipe/0,,FOOD_9936_2637,00.html</a> Salad Recipe]
- [<a href="http://italianfood.about.com/library/rec/blr0094.htm">http://italianfood.about.com/library/rec/blr0094.htm</a> History of Radicchio with recipes]
- [<a href="http://www.radicchio.com">http://www.radicchio.com</a> U.S. radicchio producers]
- [<a href="http://www.jmarchinifarms.com">http://www.jmarchinifarms.com</a> Original US Radicchio Producers]